# Haïdy Aron
Haïdy Aron (née le 21 mai 1973 à Paramaribo) est une athlète française spécialiste du 100 mètres haies. Son record personnel sur la discipline s'établit à 12 s 85 (Meeting La Chaux-de-Fonds, 2002). Elle a mis un terme à sa carrière internationale en 2005.
Sa meilleure performance en Équipe de France fut sa cinquième place de la finale du 100 mètres haies des Championnats d'Europe 2002 à Munich. Lors de ces Championnats d'Europe, elle fut capitaine de l'Équipe de France.
Elle est toujours aujourd'hui un membre actif du Groupement des Athlètes Français (GAF).

## Parcours sportif
D'origine surinamienne et française par son père, Haïdy court sa première course à l'âge de 15 ans. Rapidement repérée, elle est intégrée au groupe de Jacques Piasenta. Elle participe aux Championnats du Monde Junior à Séoul en 1992. Malgré sa troisième place aux Championnats de France de 1996, elle n'est pas retenue pour les Jeux olympiques d'été de 1996 à Atlanta. Elle est bloquée par des blessures à répétition du tendon rotulien de 1997 à 2000. Elle est opérée trois fois par le Professeur Saillant. Sa carrière connaît un second souffle à partir de 2001. Elle est championne de France de 60 mètres haies Indoor cette année-là. Alors entraînée par Stéphane Caristan, elle participe aux Championnats d'Europe 2002 à Munich. Elle est également retenue pour les Championnats du monde d'athlétisme 2003 à Saint-Denis. 
Elle est également sauteuse en longueur avec un record personnel à 6m44